# 尤尤
尤尤（葡萄牙語：Iuiú）是巴西巴伊亚州的一个市镇。总面积1095.715平方公里，总人口9862人，人口密度9人/平方公里。